# نیکلیوف (دهانه)
نیکلیوف (Nikolaev) یک دهانه برخوردی در سمت پنهان ماه‌ است.